# Damestenen
La Damestenen ("Pietra delle Signore" in italiano ), anche nota come Hesselagerstenen ("Grande pietra di Hesselager"), è un grande masso erratico che si trova nei pressi di Svendborg, nel sud-est dell'isola di Fionia (Danimarca).

## Geografia
Il masso erratico è il maggiore di tutta la Danimarca, ed è seguito come dimensioni dalla Tirslundstenen, che si trova nello Jutland. Si trova vicino al villaggio di Hesselager, circa 20 km a nord-est di Svendborg; collocato in un campo, può essere raggiunto seguendo una stradina di campagna chiamata Damestenensvej.

## Caratteristiche

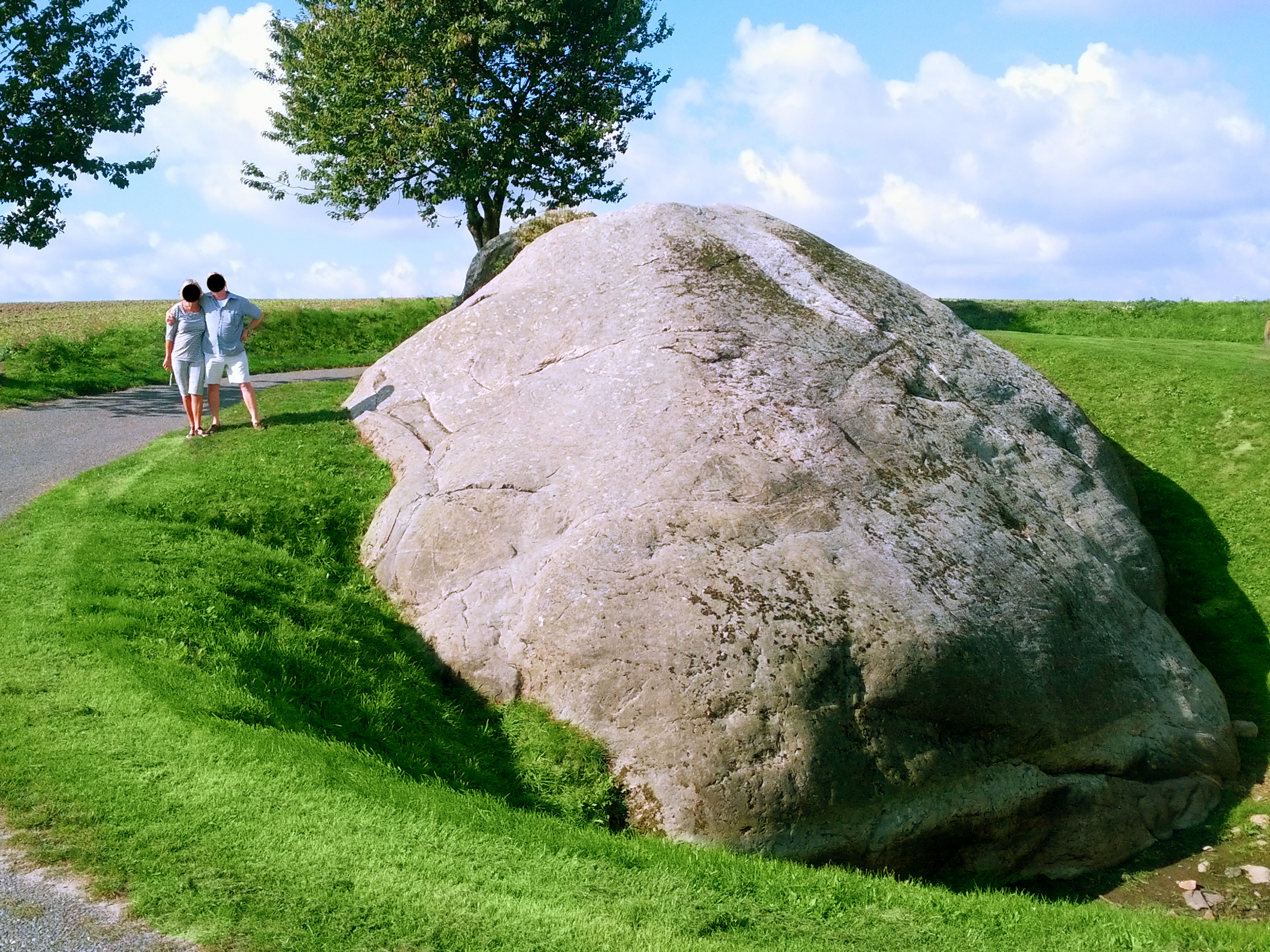
La Damestenen confrontata con due esseri umani

La Damestenen consiste in un enorme blocco di granito di colore grigio chiaro risalente alla ultima era glaciale. La sua altezza è di 12 m, la circonferenza di 46 m i il suo peso è di 1000 tonnellate.

## Storia
Il grande masso è menzionato dal teologo danese Erik Pontoppidan nella sua opera intitolata Den Danske Atlas (1763–1781). Nel 1840, durante il regno di Cristiano VIII, venne studiato dal geologo Johan Georg Forchhammer, che suggerì di scavarci attorno per determinarne le effettive dimensioni e per verificare se si trattasse di un monolite isolato o di un affioramento collegato alla roccia madre sottostante. Nel 1843 il lato nord-est della Damensted venne effettivamente scavato.
Una leggenda popolare sostiene che il masso sia stato lanciato dal nord dell'isola di Langeland da una gigantessa che voleva colpire la guglia della chiesa di Svindinge (comune di Nyborg) ma, nonostante la forza impressa, non riuscì a raggiungere il suo obiettivo e cadde a metà strada.